# Джеймсон, Майк
Майк Джеймсон (англ. Mike Jameson; 19 июня 1954, Купертино, штат Калифорния, США) — американский боксёр-профессионал, выступавший в тяжёлой весовой категории. В настоящее время проживает в Купертино, штат Калифорния.

## Профессиональная карьера
Дебютировал в январе 1980 года в бою с Марлином Джонсоном, которого победил единогласным решением в 5-раундовом бою.
На протяжении большей части карьеры чередовал победы с поражениями, хотя проигрывал в основном по очкам. 

## 1986-1987
В январе 1986 года Джеймсон вышел на ринг против Майка Тайсона. Джеймсон стал первым, кому удалось продержаться до 5-го раунда, хотя ни одной минуты ни одного раунда ему выиграть не удалось.
В апреле 1987 года Джеймсон встретился с Тони Таббсом. Таббс доминировал весь бой, однако в 10 раунде Джеймсон отправил Таббса в нокдаун, но в итоге Таббс всё равно победил единогласным решением судей в 10-раундовом бою.
В мае 1987 года Джеймсон вышел на ринг против Филипа Брауна. Раздельным решением судей победу одержал Браун.
В августе 1987 года Джеймсон встретился с Джимми Янгом. Бой закончился во 2 раунде и был признан несостоявшимся.
После этого боя Джеймсон на 3 года ушёл из бокса.

## Возвращение
Джеймсон вернулся в апреле 1990 года в бою с Джорджем Форманом. Форман победил техническим нокаутом в 4 раунде.
В октябре 1992 года Джеймсон встретился с Берри Баслером. Джеймсон победил единогласным решением судей в 6-раундовом бою. После этого боя Джеймсон окончательно ушёл из бокса.

## Результаты боёв
В таблице перечислены результаты всех поединков боксёров.
В каждой строке указан результат поединка. Дополнительно номер поединка обозначен цветом, который обозначает итог поединка. Расшифровка обозначений и цветов представлена в нижеследующей таблице.
| Пример | Расшифровка                     |
| ------ | ------------------------------- |
|        | Победа                          |
|        | Ничья                           |
|        | Поражение                       |
|        | Планируемый поединок            |
|        | Поединок признан несостоявшимся |
| КО     | Нокаут                          |
| ТКО    | Технический нокаут              |
| PTS    | Решение судей (по очкам)        |
| UD     | Единогласное решение судей      |
| MD     | Решение большинства судей       |
| SD     | Раздельное решение судей        |
| RTD    | Отказ от продолжения боя        |
| DQ     | Дисквалификация                 |
| NC     | Поединок признан несостоявшимся |

| Бой | Дата                 | Соперник         | Место боя                                                  | Раундов | Дополнительно |
| --- | -------------------- | ---------------- | ---------------------------------------------------------- | ------- | ------------- |
| 32  | 30 октября 1992 года | Берри Баслер     | Civic Auditorium, Санта-Круз, Калифорния, США              | 6       | PTS6          |
| 31  | 17 апреля 1990       | Джордж Форман    | Freedom Hall State Fairground, Луисвилль, Кентукки, США    | 10      | TКО4          |
| 30  | 9 августа 1987       | Джимми Янг       | Сан-Паулу, Бразилия                                        |         | NC2           |
| 29  | 21 июня 1987         | Эдилсон Родригес | Сан-Паулу, Бразилия                                        | 10      | PTS10         |
| 28  | 30 мая 1987          | Филипп Браун     | Las Vegas Hilton, Outdoor Arena, Лас-Вегас, Невада, США    | 10      | SD10          |
| 27  | 20 апреля 1987       | Тони Таббс       | Civic Auditorium, Санта-Моника, Калифорния, США            | 10      | UD10          |
| 26  | 1 сентября 1986      | Джонни Дю Плуй   | West Ridge Park Tennis Stadium, Дурбан, Квазулу-Натал, ЮАР | 10      | PTS10         |
| 25  | 7 мая 1986           | Гораций Нотис    | Альберт-холл, Кенсингтон, Лондон, Великобритания           | 10х3    | PTS10         |
| 24  | 24 января 1986       | Майк Тайсон      | Trump Casino Hotel, Атлантик Сити, Нью-Джерси, США         | 8       | ТКО5          |
| 23  | 27 августа 1985      | Сильвестр Ли     | Санта-Клара, Калифорния, США                               | 10      | PTS10         |
| 22  | 21 июня 1985         | Сильвестр Ли     | Recreation Park, Визалия, Калифорния, США                  | 10      | UD10          |
| 21  | 25 апреля 1985       | Ди Колльер       | Сан-Хосе, Калифорния, США                                  | 10      | PTS10         |
| 20  | 31 августа 1984      | Майкл Доукс      | Riviera Hotel & Casino, Лас-Вегас, Невада, США             | 10      | UD10          |
| 19  | 13 декабря 1983      | Кен Арлт         | Roller Skate-Land, Санти, Калифорния, США                  | 10      | SD10          |
| 18  | 29 сентября 1983     | Рэндалл Кобб     | Circle Star Theater, Сан-Карлос, Калифорния, США           | 10      | UD10          |
| 17  | 9 июля 1983          | Фрэнк Бруно      | DiVinci Manor, Чикаго, Иллинойс, США                       | 10      | КО2           |
| 16  | 19 февраля 1983      | Яки Лопес        | Hyatt Tahoe, Инклайн-Виллидж, Невада, США                  | 10      | UD10          |
| 15  | 22 декабря 1982      | Скотт Фрэнк      | Caesars Tahoe, Стейтлайн, Невада, США                      | 10      | UD10          |
| 14  | 4 ноября 1982        | Харви Стейхен    | Сан-Хуан, Пуэрто-Рико                                      | 10      | PTS10         |
| 13  | 23 июля 1982         | Роджер Бракстон  | Сан-Хосе, Калифорния, США                                  | 10      | PTS10         |
| 12  | 6 июня 1982          | Тони Фулиланджи  | Лафлин, Невада, США                                        | 10      | КО10          |
| 11  | 31 марта 1982        | Эдди Вильсон     | Лас-Вегас, Невада, США                                     | 8       | PTS8          |
| 10  | 20 ноября 1981       | Рональд Гиббс    | Circle Star Theater, Сан-Карлос, Калифорния, США           | 8       | PTS8          |
| 9   | 3 сентября 1981      | Арнольд Сэм      | Сан-Карлос, Калифорния, США                                | 6       | PTS6          |
| 8   | 3 июля 1981          | Джеймс Энтони    | Cowpasture, Гарднервилл Невада, США                        | 8       | TKO2          |
| 7   | 6 мая 1981           | Лью Локвуд       | Редвуд-Сити, Калифорния, США                               | 6       | UD6           |
| 6   | 18 марта 1981        | Янцен Маккалерс  | Сан-Карлос, Калифорния, США                                | 5       | PTS5          |
| 5   | 16 февраля 1981      | Ларри Вер        | Карсон-Сити, Невада, США                                   | 6       | КО4           |
| 4   | 16 октября 1980      | Рональд Гиббс    | Сан-Карлос, Калифорния, США                                |         | КО1           |
| 3   | 26 июля 1980         | Лью Локвуд       | Redwood City, Калифорния, США                              | 6       | UD6           |
| 2   | 27 марта 1980        | Мэрлин Джонсон   | Circle Star Theater, Сан-Карлос, Калифорния, США           | 6       | КО2           |
| 1   | 31 января 1980       | Мэрлин Джонсон   | Circle Star Theater, Сан-Карлос, Калифорния, США           | 5       | UD5           |